# Vidi
Vidi är latin för ”jag såg” och har också gett upphov till ordet vidimera.
Vidi var en svensk tidskrift och boulevardtidning med antisemitisk inriktning som gavs ut 1913–1931. Sätet för tidningens redaktion låg i Göteborg och upplagan låg på 1920-talet mellan 25 000 och 28 000 exemplar.
Redaktör under de första åren var Willy A:son Grebst. Enligt egen uppfattning kunde tidskriften inte placeras på den politiska höger- eller vänsterskalan.[källa behövs] Vidi var ett boulevardblad, vilket innebar att det var en populistisk sensationstidning, som gärna skrev om skandaler inom Göteborgs teater- och varietévärld, och drev propaganda mot personer och lokala politiska tendenser som tidningen ansåg misshagliga.
År 1914 gjordes en första attack mot den svenska judenheten, vilken omnämndes som den mest välmående i världen. Skäktningen angreps som mystisk och djurfientlig, så kallade vittnesmål gav realistiska beskrivningar för att väcka folks avsky för denna slaktmetod, i syfte att svärta ner judarna.[källa behövs]
Den politiska inställningen grundlades 1914, då en tyskvänlig, konservativ hållning blev tidskriftens signum, men den tydligt aggressiva antisemitiska inriktningen som utmärkte den under dess fortsatta utgivningsår blev officiell först 1920, under ingenjör Barthold Lundéns ledning. År 1921 uppmanade han i tidskriften Sveriges alla judar att emigrera till Palestina och sände i februari samma år en summa på 2 312 kronor till den sionistiska byrån i Stockholm. Insamlingen var menad som ett skämt.[källa behövs]
Utöver antisemitism drev även tidningen ett korståg emot homosexualitet och i november 1920 skriver Lunden för första gången om ämnet i en artikel med rubriken "Homosexualiteten i Göteborg". Ofta fungerade artiklarna om homosexuella skandaler och manlig prostitution som ett sätt för Lundén att attackera olika myndigheter, inte minst vad han såg som polismaktens inkompetens och overksamhet.
Vidi ”avslöjade” också Sven Hedins judiska påbrå och hetsade mot konstnären Isaac Grünewald, kallad ”Snabelinsky”, samt följde dennes rättegång rörande slagsmålet med en konduktör på Bohus station.
Vidi tjänstgjorde i praktiken som Svenska antisemitiska föreningens organ från dess bildande 1923 och de båda verksamheterna delade lokaler. Tidningen lades ner kring nyåret 1931 och Lundén dog året därpå.